# VIS Uragani
VIS Uragani bio je vokalno instrumentalni sastav iz Rijeke koji je djelovao od 1960. do 1970. g. 
Sastav su osnovali Ante Škrobonja, Dario Ottaviani, Mario Peharda i Saša Sablić krajem 1960. Prvi nastup održali u riječkom kazalištu Viktor Car Emin za doček Nove godine 1961. Nastupali su po riječkim plesnjacima i ondašnjim gitarijadama. 1966. VIS Uragani su nastupili s vlastitom skladbom "Školjka" na festivalu Melodije Istre i Kvarnera i osvojili 3. mjesto prema glasovima publike. Pjesma je objavljena na festivalskoj EP ploči.
1968. na mjesto pjevača dolazi Dalibor Brun, ali već sljedeće godine 1969. odlazi u tada iznimno popularnu beogradsku Korni grupu. 1970. Uragani službeno obznanjuju prekid glazbene karijere.

## Diskografija
- 1967. - "Školjka" / "Počinje igra" (Jugoton)
- 1968. -  "Deborah" / "Žur" / "Radi tvoje ljubavi" / "Ako kiša obriše suze" (Jugoton)

## Vanjske poveznice
- Uraganima ide posebno priznanje (rirock.com, objavljeno 18. ožujka 2012., pristupljeno 7. prosinca 2014.)